# Song Dibong
Song Dibong est un village de la région du Centre du Cameroun, situé dans le département du Nyong-et-Kéllé et la commune de Biyouha. 

## Population et développement
Lors du recensement de 2005, 118 personnes y ont été dénombrées.